# Carlyle Glean
Carlyle Arnold Glean (Gouyave, Islas de Barlovento Británicas, 11 de febrero de 1932-Saint John, 21 de diciembre de 2021) fue un político granadino. Fue Gobernador general de Granada (2008-2013).

## Biografía
Nacido en 1932, fue muy conocido por su contribución a la parroquia de San Juan, donde residió la mayor parte de su vida. Como católico, participó activamente en la vida de su parroquia.
Siendo maestro, el primer ministro de Granada Nicholas Brathwaite le nombró, en la administración del Congreso Nacional Democrático (NDC) Ministro de Educación (1990-1995). Disputó el escaño constituyente de San Juan en las elecciones generales de 1990, perdiendo ante el difunto diputado Edzel Thomas. Cuando la NDC perdió las elecciones generales de 1995, Glean se retiró de la política activa.
Posteriormente, el  27 de noviembre de 2008 fue nombrado Gobernador General de Granada, sucediendo a Sir Daniel Williams. El 7 de mayo de 2013 dimitió de dicho cargo.
Fue miembro del Nuevo Partido Nacional.

## Reconocimientos
- Caballero gran cruz de la Orden de San Miguel y San Jorge (10 de noviembre de 2008).[4][2]